# Un coup de veine
Pour plus de détails, voir Fiche technique et Distribution.
Un coup de veine est un court métrage français d’André Hugon, sorti en 1935.

## Fiche technique
- Réalisation : André Hugon
- Société de production : Films André Hugon et Compagnie Parisienne de Location de Films (CPLF)[1]
- Pays d'origine :  France
- Format :  Noir et blanc - 1,37:1 - 35 mm - son mono
- Date de sortie : 1935